# زوي تايلر
زوي تايلر (بالإنجليزية: Zoë Tyler)‏ هي مغنية بريطانية، ولدت في 7 يوليو 1970 في برمنغهام في المملكة المتحدة.

## وصلات خارجية
- الموقع الرسمي
- زوي تايلر على موقع IMDb (الإنجليزية)
- زوي تايلر على موقع قاعدة بيانات الفيلم (الإنجليزية)